# 圣弗朗西斯维尔 (路易斯安那州)
圣弗朗西斯维尔（英語：St. Francisville）是美国路易斯安那州西费利西亚纳堂区的縣治。根据2020年美國人口普查，该市有人口1,557人。行政建制上属于「鎮」（town）。